# Johann Rudolf Stucki
Johann Rudolf Stucki (* 1596 in Zürich; † 27. April 1660 ebenda) war ein Schweizer evangelischer Geistlicher und Hochschullehrer.

## Leben

### Familie
Johann Rudolf Stucki entstammte einem alten schweizerischen Junker- und Theologengeschlecht und war der Sohn von Hans Heinrich Stucki und dessen Ehefrau Elisabetha (geb. Burgauer). Sein Onkel war der Theologe Johann Wilhelm Stucki (1542–1607).
Er heiratete 1623 Elisabetha Wirth (* 1593 in Zürich), Tochter des Theologen Rudolf Hospinian.
Mit seinem Tod starb das Geschlecht der Stucki aus.

### Ausbildung
Johann Rudolf Stucki studierte in Saumur an der 1593 von Philippe Duplessis-Mornay gegründeten protestantischen Akademie Theologie und nahm 1619 an einer Disputation unter dem Vorsitz von John Cameron (1579–1625) teil.

### Werdegang
Nach seiner Rückkehr trat er 1619 in den Zürcher Kirchendienst und war anfangs Prediger an der Abteikirche. 1622 wurde er Pfarrer in Dietikon, bis er 1626 Diakon am Fraumünster in Zürich wurde.
1630 gab er als Professor Vorlesungen für Hebräisch und Logik am Collegium humanitatis, bevor er 1639 Professor für Theologie am Collegium Carolinum wurde;  mit seiner Anstellung am Collegium humanitas erfolgte auch seine Ernennung zum Chorherrn am Grossmünster.
Zu seinen Studenten gehörten unter anderem Johannes Lavater, Johann Caspar Schweizer und Johann Heinrich Hottinger.
Er übte das Amt des Stiftsbibliothekars und von 1635 bis 1660 des Rektors des Collegium Carolinum aus.

### Theologisches und schriftstellerisches Wirken
Johann Rudolf Stucki gab 1629 die Erstveröffentlichung von Peter Martyr Vermiglis Kommentar über die Klagelieder heraus und führte in zahlreichen theologischen Disputationen den Vorsitz.

## Schriften (Auswahl)
- Theses de satisfactionibus et indulgentiis ecclesiae Romanae, quas composuit et. Salmur, 1619.
- Thesium logg. enneas, de propositione. Tiguri: Bodmer, 1634.
- Assertio partis secundae examinis dialogi cuiusdem de religione, dicti Conspicilli: adversus oppositam illi Collyrii, vel Delirii potius, Gothardiani partem. Tiguri: Bodmer, 1645.
- Theses theologicae de peccato originis. Tiguri: Typis Joh. Jacobi Bodmeri, 1646.